# Филиппсола
Филиппсола (мар. Выльыпсола) — деревня в Звениговском районе Республики Марий Эл России. Входит в состав Шелангерского сельского поселения.

## География
Деревня находится в южной части республики в зоне хвойно-широколиственных лесов, на левом берегу Тюмши, на расстоянии примерно 45 километров (по прямой) к северо-востоку от города Звенигова, административного центра района. Абсолютная высота — 138 метров над уровнем моря.

### Климат
Климат характеризуется как континентальный, умеренно влажный. Среднегодовая температура воздуха — 2,3 °С. Средняя температура воздуха самого тёплого месяца (июля) — 18,2 °C (абсолютный максимум — 38 °C); самого холодного (января) — −13,7 °C (абсолютный минимум — −47 °C). Среднегодовое количество атмосферных осадков составляет 491 мм, из которых 352 мм выпадает в период с апреля по октябрь.

### Часовой пояс
Деревня Филиппсола, как и вся Марий Эл, находится в часовой зоне МСК (московское время). Смещение применяемого времени относительно UTC составляет +3:00.

## Население
| 2002 | 2010 |
| ---- | ---- |
| 469  | ↗471 |

### Национальный состав
Согласно результатам переписи 2002 года, в национальной структуре населения марийцы составляли 95 % из 469 чел.

## Известные жители
Пасынков Иван Иванович (1907—1982) — советский государственный и хозяйственный деятель. Депутат Верховного Совета СССР 3-го созыва (1950—1954).